# گل زردآلو
گل زردآلو (نام علمی: Abutilon persicum) نام یک گونه از سرده برگ نمدی است.